# Kordbastān
Kordbastān (persiska: کردبستان) är en ort i Iran.   Den ligger i provinsen Kerman, i den sydöstra delen av landet, 900 km sydost om huvudstaden Teheran. Kordbastān ligger 1 975 meter över havet och antalet invånare är 115.
Terrängen runt Kordbastān är huvudsakligen kuperad, men åt nordost är den bergig.Runt Kordbastān är det glesbefolkat, med 12 invånare per kvadratkilometer. Närmaste större samhälle är Ţorang, 3,2 km norr om Kordbastān. Omgivningarna runt Kordbastān är i huvudsak ett öppet busklandskap.